# Legio III Italica
Legio tertia Italica ou Legio III Italica ("Terceira legião Italiana") foi uma legião do exército imperial romano mobilizada pelo imperador Marco Aurélio por volta do ano 165 para a sua campanha contra os Marcomanos. O cognome Italica sugere que os legionários foram recrutados originalmente na Itália. A legião ainda estava ativa na Récia e em outras províncias no século V (Notitia Dignitatum, circa 420).

## Histórico operacional

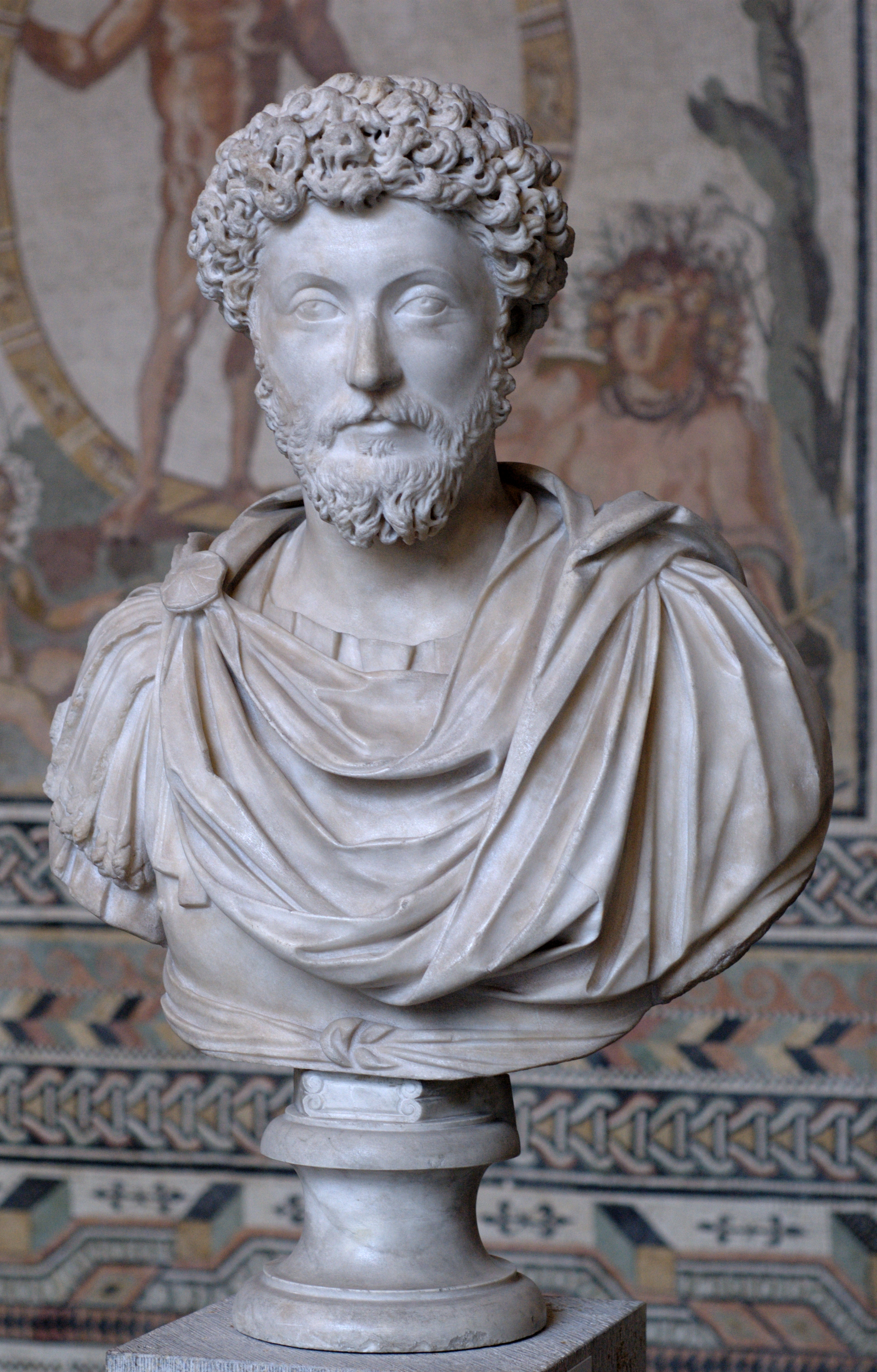
Busto do Imperador Marco Aurélio, responsável por mobilizar a Legio III Italica.

Juntamente com as legiões II Italica e a I Adiutrix, a III Italica esteve nas províncias do Danúbio desde o começo, lutando contra os Marcomanos, que haviam invadido as províncias da Récia e Nórica. Em 171, a Terceira construiu o campo de Castra Regina (que se tornaria Ratisbona), projetado como uma posição encastelada fortemente defendida.
Na guerra civil de 193, esta legião apoiou Sétimo Severo e ajudou-o a derrotar seus oponentes: primeiro Pertinax e Dídio Juliano, posteriormente Pescênio Níger e Clódio Albino. A lealdade da III Italica se estendeu posteriormente para o seu sucessor, o imperador Caracala, por quem eles lutaram em 213 numa campanha contra os alamanos.
Uma vez que há registro do cognome III Italica Gordiana, vexillationes (sub-unidades) desta legião estiveram envolvidas na campanha do imperador Gordiano III contra o Império Sassânida em 243 - 244
Como parte de um poderoso exército no Danúbio, a III Italica tomou parte nas frequentes disputas pelo poder do século III Ela lutou em favor de Galiano (r. 253–268) contra o seu rival Póstumo (r. 260–269) e, por isso, recebeu os títulos de VI Pia VI Fidelis e VII Pia VII Fidelis ("Seis" e "Sete vezes leal e fiel"). O acampamento principal da III Italica ainda era Ratisbona, mas eles foram incluídos na campanha comandada pelo imperador Aureliano contra os palmirenos da rainha Zenóbia em 273
Sub-unidades desta legião, uma comitatense, é mencionada na Notitia Dignitatum como estando ainda em Castra Regina e nas províncias do Danúbio no início do século V